# البوذية الصينية

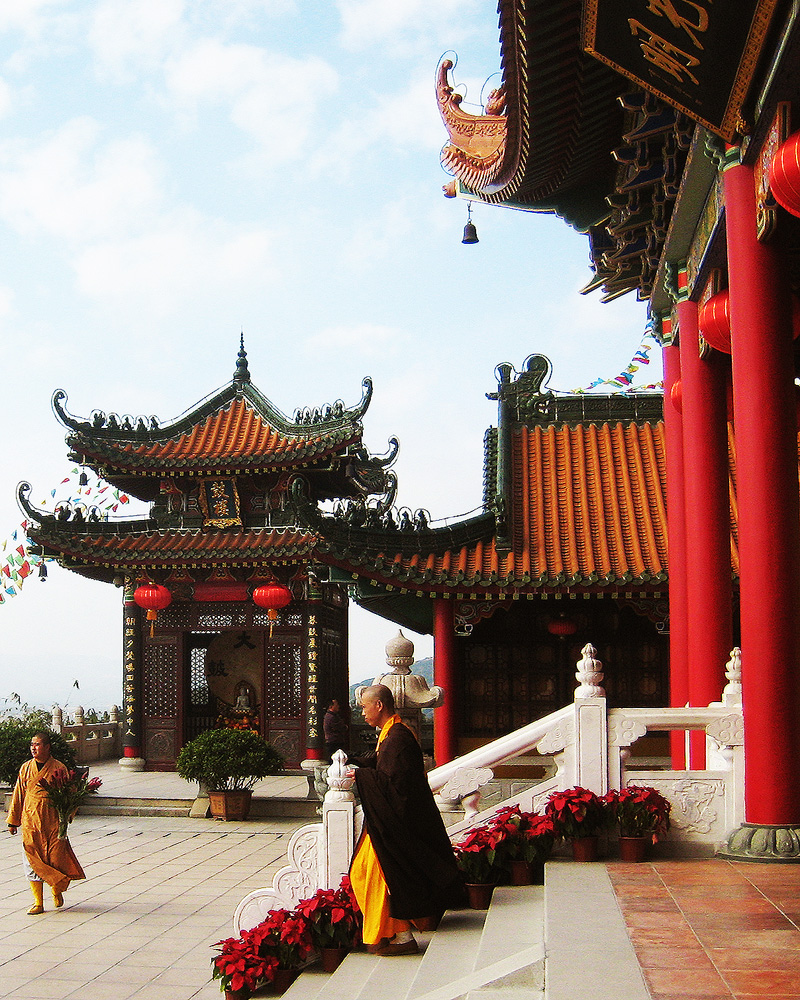
معبد جنتاي في مدينة زوهاي في مقاطعة غوانغدونغ في الصين

البوذية الصينية، وتسمى بوذية الهان، شكّلت الثقافة الصينية من عدة جوانب، منها الفن والسياسة والأدب والفلسفة والطب والحضارة المادية.
كانت لترجمة الكتب البوذية الهندية إلى الصينية ثمّ ضمّها مع أعمال مكتوبة في الصين في قانون واحد آثار كبيرة بعيدة المدى على انتشار البوذية في المجال الثقافي الآسيوي الشرقي، الذي يشمل تايوان وكوريا واليابان وفيتنام. أثر في البوذية الصينية أيضًا التواصل بين الأديان الهندية والدين الصيني والطاوية.

## التاريخ

### سلالة الهان الحاكمة (206 قبل الميلاد إلى 220 بعده)
تروي عدة أساطير وجود البوذية على الأرض الصينية منذ قديم الزمان. أما إجماع العلماء فقام على أن أول ظهور للبوذية في الصين كان في القرن الأول في فترة حكم سلالة الهان، وكان دخوله على يد المبشرين من الهند، ومع هذا، فإن التاريخ المحدد لدخول البوذية إلى الهند غير معروف على وجه الدقة.
تناقشت أجيال من العلماء في قضية دخول المبشرين البوذيين الذين دخلوا الصين الهانيّة، هل كان من الطرق البحرية أو من طريق الحرير البري؟ أما فرضية الطريق البحري التي يفضلها ليانغ كيتشاو وبول بيليوت، فتقترح أن البوذية كانت بالأصل موجودة في جنوب الصين، في منطقي نهر يانغتسي ونهر هواي. من جهة أخرى، لا بد أن البوذية دخلت من الشمال الغربي من ممر حوض النهر الأصفر وسهول الصين الشمالية في القرن الأول من الميلاد. وتصبح الصورة أوضح منذ منتصف القرن الثاني، حين بدأ أول المبشرين المعروفين أعمالهم الترجمية في العاصمة لوياند. يسجل كتاب هان الآخرة أنه في عام 65 بعد الميلاد، «أُسعِد الأمير ليو يينغ أمير تشو (وهي جيانغسو اليوم) بقبوله طاوية الهوانغ لاو»، وجاء بالرهبان البوذيين والناس العاديين إلى بلاطه ليترأسوا الاحتفالات البوذية. وأما فرضية الطريق البري التي يفضلها تانغ يونغتونغ، فتقترح أن البوذية انتشرت في آسيا الوسطى، ولا سيما إمبراطورية كوشان التي كانت معروفة في المصادر الصينية باسم دا يويجي، أي يويجي العظيمة، بعد القبيلة المؤسسة. وحسب هذه النظرية فإن أول ظهور للبوذية في الصين كان في المناطق الغربية والعاصمة لويانغ (المسماة اليون هينان)، حيث أسس الإمبراطور مينغ الهانيّ معبد الحصان الأبيض عام 68 للميلاد.

وفي عام 2004، اختبر بروفسور التاريخ رونغ زينجيانغ في جامعة بكين فرضيّتي البر والبحر في مراجعة متعددة التخصصات للمكتشفات والبحوث الحديثة، ومنها نصوص الغانداران البوذية، واستنتج:
دعوى انتقال البوذية إلى الصين من طريق البحر تفتقد إذا قورنت بالفرضية المقابلة لها أدلة داعمة مقنعة، وبعض حججها غير تامة. وإذا بنينا على النصوص التاريخية الموجودة والمواد الآثارية التصويرية المكتشفة منذ العقد التاسع في القرن العشرين، ولا سيما مخطوطات القرن الأول البوذي الموجودة في أفغانستان، علمنا أن النظرية الأقوى هي وصول البوذية إلى الصين من يويجي العظمى في شمال غرب الهند، واتخذت طريق البر لتصل إلى الصين الهانية. وبعد دخول البوذية إلى الصين، اندمجت بالطاويّة الأولى والفنون الصينية التقليدية الخاصة ونالت تصاويرها وتماثيلها عبادةً مطلقة.
يقول عالم الصينيات الفرنسي هنري ماسبيرو أن مما يثير الريبة والفضول «الخلط بين الطاوية والبوذية واعتبارهما دينًا واحدًا» على مدى حكم سلالة الهان. وبعد قرن من دعم بلاط الأمير ليو يينغ للطاويين والبوذيين، قرّب الإمبراطور هوان الهاني قرابين لبوذا ولآلهة الهوانغ لو الإمبراطور الأصفر ولاوزي. أما أول مدافع صيني عن البوذية، فكان رجلا عاديا من القرن الثاني يسمى موزي، وقال إن الطاوية هي التي قادته إلى البوذية، التي سماها داداو (大道 أي الطاو العظيمة).
«وأنا أيضًا عندما لم أكن قد فهمت الطريق العظيم (أي البوذية) درست الشعائر الطاوية» «طبقت مئات وآلاف النصائح لإطالة العمر من خلال ترك أكل الحبوب» «ولكن هذه النصائح لم تنجح، ورأيت غيري يطبقها ولا تنجح لذا تركتها كلها».
اختلطت البوذية الصينية الأولى بالطاوية وامتزجت بها، وكان أول أتباع البوذية من الدوائر الطاوية. وآثار النصوص البوذية واضحة في فترة الهان في الصين، ولم تميّز بين النيرفانا البوذية والخلود الطاوي. كان مصطلح وُووِي الطاوي، وهو مبدأ عدم التداخل الطاوي، يستعمل لترجمة الكلمة السنسكريتية نيرفانا، التي تستعمل في الصينية الحديثة بلفظ نيبان (涅槃).

#### القصص الشعبية المتناقلة
كان وجود عدد كبير من الروايات في الأدب الصيني التاريخي سببًا في شيوع عدة أساطير عن دخول البوذية إلى الصين. وأشيَع هذه الأساطير: أن الإمبراطور مينغ الهاني (28–75 للميلاد) شارك في إدخال التعاليم البوذية إلى الصين. يسجل كتاب الموزي ليهولون (كُتِب بين القرنين الثالث والخامس) هذه الأسطورة:
في الأزمنة الغابرة رأى الإمبراطور مينغ في حلمه إلهًا يسطع جسمه كالشمس، طار هذا الإله فوق قصر الإمبراطور، وأسعد هذا الإمبراطور إسعادًا كبيرًا. وحين أصبح سأل أصحابه: «أيّ إلهٍ هذا؟»، فقال العالم فو يي: «سمعتُ أن في الهند رجلًا بلغ الطاو، واسمه بوذا، وهو يطير في الهواء، ويسطع جسمه كسطوع الشمس، فلا بد أنه هو الإله الذي رأيته».
أرسل الإمبراطور حينئذ مبعوثًا إلى تيانجو (جنوب الهند) ليطلب تعاليم البوذا. قيل إن النصوص الهندية البوذية دخلت الصين على ظهور أحصنة بيضاء، سمّي معبد الحصان الأبيض تيمّنًا بها. وعاد مع البعثة راهبان هنديّان، دارماراتنا وكاسيابا ماتانغا.
تصور لوحة جدارية في كهوف ماغاو رسمت في القرن الثامن قرب دونهوانغ في غانسو الإمبراطور وو الهاني (تقريبًا عاش بين 141–87 قبل الميلاد) يعبد تماثيل رجل ذهبي، «رجل ذهبي جاء به عام 121 قبل الميلاد قائد هاني في حملاته ضد البدو». لم يذكر كتابا التاريخ شيجي وهان تمثالا بوذيًّا ذهبيًّا.

## التعاليم

### المفايهم الرئيسة
تضم البوذية الصينية عناصر من البوذية التقليدية ومن الطاوية.
ومن الممارسات الشائعة:
- عبادة البوذات والبوذيساتفات
- تقديم قرابين الورد والطعام والبخور وغيرها
- تقريب القرابين إلى الديفات الذين يسكنون في العالم السماوي
- احترام الأسلاف الموتى أثناء الكينغمينغ ومهرجان الشبح الجائع
- إقامة احتفالات دينية لمساعدة أرواح المرضى على إيجاد السلام (超渡)
- تأسيس القرابات مع الناس، من خلال التهادي والخدمة (緣份)
- النباتية: لا بد للرهبان أن يكونوا نباتيين، ومن عادة العلمانيين المخلصين أن يكونوا نباتيين أيضًا
- العطف على جميع الكائنات الحية من خلال أنشطة مثل «إطلاق الحياة»

ومن العقائد الشائعة:
- وجود الآلهة والأرواح وعالم الجحيم
- التناسخ (超生)، أو إذا أردنا الدقة، بعث الإنسان حساب كارماه
- القصاص الكارميّ (報應)، أي السبب والنتيجة الأخلاقيان

### حرق البخور
حرق البخور، ويترجم إلى شاوزيانغ في الصينية، شعيرة دينية شائعة موجودة في كل البوجات والصلوات وبقية أشكال العبادة في البوذية الصينية. في أيام حكم سلالة جو، آمن الصينيون أن الدخان الناتج عن حرق الخشب جسرٌ يصل بين عالم البشر وعالم الأرواح. عندما وصلت البوذية إلى الصين، تطور الأمر إلى حرق خشب الصندل الذي كان يحرقه البوذيون الهنود حتى يزيد تركيزهم. الهند وطن البوذية، وفيها تشكل عُرف حرق البخور. بدأ نظام صناعة البخور المنظم من الهند.
فلسفة حرق البخور هي التضحية بالنفس من أجل الآخرين، وهو روح البوذية الحقيقي. تضمنت معظم الأديان في ذلك الوقت معرفة البخور بوصفه أداة رقية وشفاء، ولا سيما الهندوسية.
ويمكن أن ينظَر إلى حرق البخور على أنه شيءٌ وحّد الحضارة الصينية والحضارة البوذية.

### العلمانيون في البوذية الصينية
في البوذية الصينية، لعب المتدينون من العلمانيين دورًا مهمًّا، والممارسة العلمانية للبوذية تشابه البوذية الرهبانية في الصين. وبين أيدينا كثير من السير الذاتية لبوذيين علمانيين، توضح ممارساتهم ودورهم في البوذية الصينية. بالإضافة إلى هذه السير الكثيرة، توجد روايات من المبشرين الجسويت مثل ماتيو ريكي، وهي روايات تكشف الدرجة التي تغلغلت بها البوذية في الثقافة النخبوية والشعبية في الصين.